# Hara Setsuko
Hara Setsuko (tiếng Nhật: 原節子, 17 tháng 6 năm 1920 – 5 tháng 9 năm 2015), tên khai sinh Masae Aida, là một nữ diễn viên Nhật Bản. Hara Setsuko là một trong những ngôi sao điện ảnh lớn nhất của Nhật Bản thập niên 1940 và thập niên 1950, bà được biết tới với vẻ đẹp tươi trẻ và những vai diễn trong các bộ phim của Naruse Mikio, Kurosawa Akira và nhất là Ozu Yasujiro. Mối hợp tác giữa đạo diễn Ozu và Hara đã cho ra đời nhiều bộ phim xuất sắc, đặc biệt là bộ ba Banshun, Bakushū và Tokyo monogatari. Vào cuối năm 1963 khi đang ở đỉnh cao của sự nghiệp, Hara Setsuko đã bất ngờ rút lui hoàn toàn khỏi làng điện ảnh sau khi đạo diễn Ozu qua đời, kể từ đó bà từ chối mọi lời mời quay lại đóng phim cũng như các cuộc phỏng vấn hay chụp ảnh. Tuy nhiên bà vẫn được coi là một trong những gương mặt tiêu biểu nhất trong kỷ nguyên vàng của điện ảnh Nhật Bản.

## Sự nghiệp

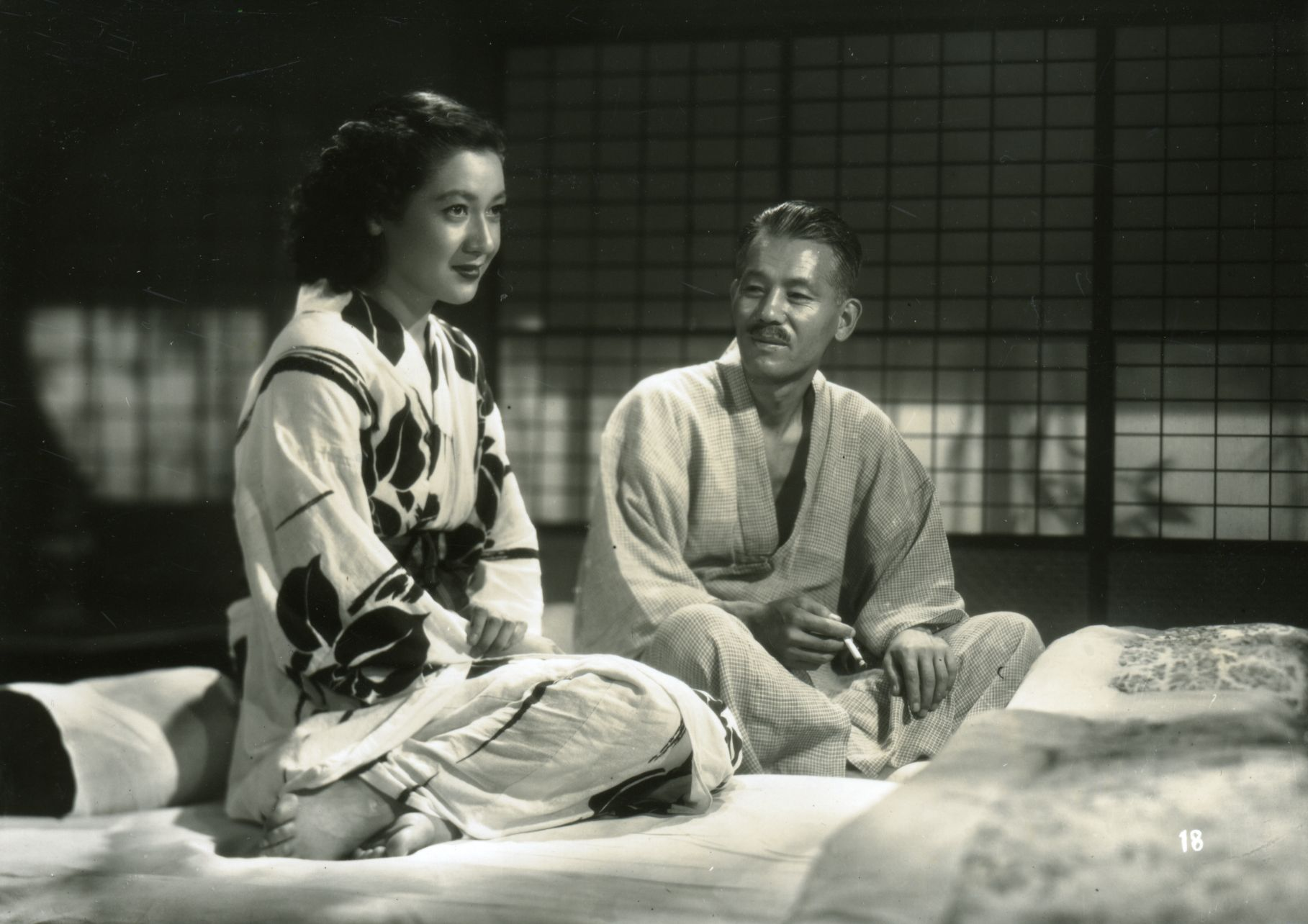
Hara Setsuko và Ryu Chishu trong Banshun của Ozu Yasujiro.

Masae Aida sinh năm 1920 tại thành phố Yokohama, Nhật Bản. Năm 1935 ở tuổi 15, Masae Aida theo lời khuyên của một nhà làm phim đã tới Tokyo để bắt đầu sự nghiệp điện ảnh. Vai diễn điện ảnh đầu tiên của bà có tên Setsuko và từ đó diễn viên sử dụng tên này làm nghệ danh của mình. Năm 1937 Hara Setsuko trở nên nổi tiếng ở Nhật sau khi bà được một nhà điện ảnh Đức mời tới châu Âu và Hoa Kỳ để giới thiệu bộ phim của ông làm ở Nhật Bản, sự kiện Hara Setsuko mặc áo kimono lên giới thiệu trước nhà hát lớn Berlin đã khiến nữ diễn viên trẻ tuổi trở thành niềm tự hào của nước Nhật. Ở quê nhà, Hara trở thành thần tượng của giới trẻ, tuy nhiên Chiến tranh thế giới thứ hai bùng nổ đã khiến bà phải tạm ngừng đóng phim nghệ thuật để tham gia những bộ phim tuyên truyền cho chính quyền đế quốc Nhật Bản.
Năm 1949, bước ngoặt quan trọng nhất trong sự nghiệp của Hara Setsuko đến khi bà được đạo diễn Ozu Yasujiro mời tham gia bộ phim Banshun (晩春), bộ phim là mốc quan trọng đối với cả đạo diễn và ngôi sao điện ảnh khi Ozu tìm được cho mình nữ diễn viên lý tưởng cho những vai diễn đòi hỏi cả vẻ đẹp tươi trẻ, sự bí ẩn và chiều sâu nội tâm. Trong Banshun cũng như hầu hết các phim sau này của Ozu, hình mẫu nhân vật của Hara Setsuko đều là những cô gái có phong cách truyền thống, vẻ đẹp tươi trẻ với nụ cười trên môi, luôn cởi mở nhưng lại có tâm hồn bí ẩn không thể khám phá. Năm 1951 Hara Setsuko ký hợp đồng độc quyền với hãng Toho với mức thù lao kỉ lục một triệu yên Nhật cho một phim. Đạo diễn Ozu tiếp tục cho ra đời những tác phẩm xuất sắc có sự tham gia của Hara Setsuko như Bakushu (麦秋) và nhất là Tokyo monogatari (東京物語), bộ phim được coi là kiệt tác xuất sắc nhất của Ozu Yasujiro. Trong Tokyo monogatari, Hara Setsuko thủ vai một phụ nữ góa chồng, người duy nhất đối xử tử tế với bố mẹ chồng trong khi con ruột của ông bà luôn lấy cớ bận bịu để không tiếp hai người trong chuyến đi của họ lên Tokyo. Sau cái chết bất ngờ của người em trai và những rắc rối về sức khỏe, Hara Setsuko ngừng tham gia đóng phim trong vòng hơn một năm. Sau khi trở lại, những vai diễn trong các bộ phim gia đình của Hara tiếp tục được công chúng đón nhận nồng nhiệt. Năm 1957 bà tham gia bộ phim mang màu sắc u tối nhất của Ozu, Tokyo boshoku (東京暮色), trong đó Hara thủ vai Takako, một phụ nữ bỏ chồng để rồi tìm lại được người mẹ đã mất tích sau nhiều năm. Bộ phim tiếp theo của Ozu là một phim màu, Fin d'automne, phần cuối trong bộ ba phim gia đình Banshun - Tokyo monogatari - Bakushu. Năm 1961 Hara tham gia bộ phim cuối cùng của mình với Ozu, Kohayagawake no aki (小早川家の秋), một phim màu có sự tham gia của hầu hết các ngôi sao lớn nhất của điện ảnh Nhật. Bộ phim cuối cùng của Ozu, Sanma no aji (秋刀魚の味), không có sự góp mặt của Hara Setsuko vì khi đó bà đang tham gia dự án chuyển thể 47 ronin, một phim có sự tham gia của Mifune Toshiro.
Đã có hai đạo diễn Nhật muốn thay đổi hình tượng này ở Hara Setsuko, Kurosawa Akira trong Hakuchi, tác phẩm chuyển thể từ tiểu thuyết Nga Thằng ngốc đã chọn Hara vào vai Nassu Takeo, một phụ nữ có sức quyến rũ chết người. Naruse Mikio, một đạo diễn Nhật Bản nổi tiếng khác, lại xây dựng cho Hara Setsuko hình ảnh một phụ nữ là nạn nhân của những cuộc kết hôn không hạnh phúc. Một tác phẩm thành công khác của Naruse có sự góp mặt của Hara Setsuko là chuyển thể điện ảnh từ tiểu thuyết Tiếng rền của núi (Yama no oto) của Kawabata Yasunari, đây là một trong những vai diễn buồn bã nhất của nữ diễn viên khi bà phải khóc hầu như từ đầu tới cuối phim.
Ngày 12 tháng 12 năm 1963, Ozu Yasujiro qua đời, chỉ vài ngày sau Hara Setsuko lặng lẽ rời làng điện ảnh Nhật Bản. Mặc dù có nhiều dự án điện ảnh mời bà quay lại nhưng Hara Setsuko không còn tham gia bất cứ một bộ phim nào nữa kể từ sau cái chết của đạo diễn gắn bó nhất với bà.